# Vesele
Vesele (nemško Vesielach) je naselje v Občini Škocjan v Podjuni v Okraju Velikovec na Koroškem v Avstriji.